# Hijče
Hijče (in ucraino Гійче?, Hujcze in polacco) è un villaggio situato nella comunità territoriale di Rava-Rus'ka, nel distretto di Leopoli, nell'oblast' di Leopoli, in Ucraina

## Storia
Il villaggio fu fondato dai Valacchi con il consenso del re Stefan Batory; nel luogo dove ora si trova la croce di pietra sorgeva una chiesa valacca. Il primo documento che registra la presenza di un insediamento risale al 1513, ma i reperti archeologici mostrano che sul territorio del villaggio esistevano insediamenti molto prima.
Il 9 settembre 1914, vicino al villaggio di Hujcze, ebbe luogo un sanguinoso scontro (parte della battaglia di Rawa) tra le truppe austro-ungariche e i soldati dell'Impero russo, che si trasformò in un combattimento corpo a corpo. Le truppe austriache erano rappresentate dal secondo reggimento di fucilieri tirolesi (comprendente molti soldati trentini), al comando del colonnello Alexander Brosch Edler von Aarenau. Come risultato della battaglia, dalla parte russa morirono circa 300 soldati, mentre gli austriaci subirono perdite maggiori: circa ottocento soldati. Nel 1917-1918, con l'aiuto di specialisti italiani, sul luogo della battaglia fu costruito il Monumento alla Gloria nei pressi del cimitero di guerra. Nel 1993 il vecchio cimitero di guerra venne riscoperto dalla Croce Nera d'Austria in mezzo alla boscaglia, e ripristinato grazie all'aiuto della comunità locale ae al governo ucraino.
Nel 1934 venne istituito il comune rurale di Hujcze, all'interno del distretto di Ravsky del voivodato di Leopoli della Repubblica di Polonia (1918-1939). Nel 1934 il territorio del comune era di 100,54 km². Nel 1931 la popolazione del comune era di 8.544 abitanti. C'erano 1.633 edifici residenziali. Successivamente al Patto Molotov-Ribbentrop, il 26 settembre 1939 il territorio del comune fu occupato dall'Unione sovietica e poi soppresso nel 1940 in occasione della formazione del distretto.